# Kvintcirkeln
| I denna artikel     |
| används tonnamnen   |
| Bess (B♭) och B.    |
| Se olika skrivsätt. |

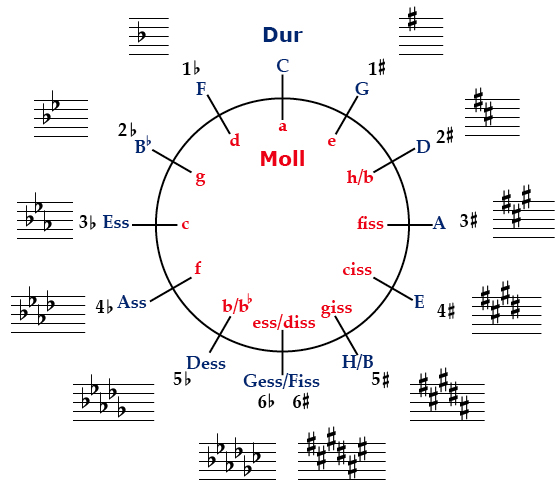
Kvintcirkeln med dur- och molltonarter.

Kvintcirkeln (engelska: circle of fifths) är ett schema eller pedagogisk framställning som i en cirkelfigur visar de tolv tonarterna arrangerade i en medurs sekvens åtskilda av kvintintervall. I figuren visas samtidigt motsvarande parallelltonarter.
Genom att spegelvända cirkelfiguren, eller läsa den moturs, fås den snarlika pedagogiska framställningen kvartcirkeln (engelska: circle of fourths), där varje närliggande harmoni eller tonart är åtskilda av ett kvartintervall.

## Allmänt
Figuren är ett pedagogiskt hjälpmedel inom musikteorin för att visa oktavens tolv toner som resultat av så kallad kvintstapling. Den slutna cirkeln förutsätter begreppet liksvävande temperatur. En sådan temperering av skalan blev historiskt möjlig först i början på 1700-talet.
I den vanligaste varianten av kvintcirkeln ligger respektive parallelltonarter mitt för varandra (till exempel ligger C-dur och a-moll i position "klockan 12", dock med C-dur i den yttre cirkeln, a-moll i den inre).
Med hjälp av kvintcirkeln kan man också se hur många korsförtecken respektive ♭-förtecken en diatonisk skala har. Till exempel har C♯-dur sju ♯ och den likaklingande D♭-dur fem ♭-förtecken. 
I kvintcirkeln ligger de intilliggande tonarternas tonika alltid på en kvints avstånd från varandra. Ett steg medurs från tonikan hittar man dominanten och ett steg moturs  subdominanten - ackord byggda på dessa toner är grunder för dur/moll-harmonierna. Till exempel för D-dur: de viktigaste ackorden är D (tonika), G (subdominant) och A (dominant).
Vid användning av kvartcirkel  ligger de intilliggande tonarternas tonika alltid på en kvarts avstånd från varandra. Ett steg medurs från tonikan hittar man subdominanten, och ett steg moturs dominanten.

### Kvartcirkeln, circle of fourths
| Kvartcirkeln (Circle of fourths) |
| \| Mitchell Wooldridge \|        |
| Mitchell Wooldridge              |

Genom att spegelvända kvintcirkeln, alternativt läsa den moturs, fås den snarlika kvartcirkeln. Denna framställning förekommer bland annat i undervisningsmaterial för basgitarr och analys av pop och schlager.
En inte ovanlig harmonisk figur i musik är en följd av ackord där varje nytt ackord ligger "en kvart ovanför" föregående ackord. Ett klassiskt exempel kan vara Autumn Leaves (låt från 1945)(en) av Nat King Cole. Kvartcirkeln kan av vissa upplevas vara en mer intuitiv representation (jämfört med kvintcirkeln) vid analys av sådana vanligt förekommande harmoniska figurer.

## Tillämpningar
Kvintcirkelns utformning gör den även till ett utmärkt hjälpmedel för att lära sig att modulera mellan olika tonarter.

### Ramsor
För att minnas tonarternas ordning i kvintcirkeln finns ett stort antal minnesramsor, till exempel dessa:
Korstonarter (medurs)
- Ge dem alla en Benig/Hel fisk.
- Gå du Axel efter Bertils/Håkans fiskar.

♭-tonarter
- "Frosten bestal Esters astrar dess gestalt. (för dem som säger b och bess)
- "Frosten berövade Esters astrar dess gestalt. (för dem som säger h och b)